# Spergularia capillacea
Spergularia capillacea är en nejlikväxtart som först beskrevs av Nils Conrad Kindberg och Lange, och fick sitt nu gällande namn av Heinrich Moritz Willkomm. Spergularia capillacea ingår i släktet rödnarvar, och familjen nejlikväxter. Inga underarter finns listade i Catalogue of Life.